# Argythamnia bicolor
Argythamnia bicolor là một loài thực vật có hoa trong họ Đại kích. Loài này được M.E.Jones mô tả khoa học đầu tiên năm 1929.